# Schizonycha laeviscutata
Schizonycha laeviscutata är en skalbaggsart som beskrevs av Moser 1914. Schizonycha laeviscutata ingår i släktet Schizonycha och familjen Melolonthidae. Inga underarter finns listade i Catalogue of Life.